# Barbery (Oise)
Barbery ist eine französische Gemeinde mit 532 Einwohnern (Stand: 1. Januar 2022) im Département Oise in der Region Hauts-de-France. Barbery gehört zum Arrondissement Senlis und zum Kanton Pont-Sainte-Maxence (bis 2015: Kanton Senlis). Die Einwohner werden Barberisiens genannt.

## Geographie
Barbery ist ein kleiner Vorort wenige Kilometer östlich von Senlis. Umgeben wird Barbery von den Nachbargemeinden Brasseuse im Norden, Rully im Norden und Nordosten, Montépilloy im Osten und Südosten, Borest im Süden, Mont-l’Évêque im Südwesten, Chamant im Westen sowie Villers-Saint-Frambourg-Ognon mit Ognon im Nordwesten.

## Bevölkerungsentwicklung
| 1962                      | 1968 | 1975 | 1982 | 1990 | 1999 | 2006 | 2013 | 2021 |
| ------------------------- | ---- | ---- | ---- | ---- | ---- | ---- | ---- | ---- |
| 554                       | 531  | 480  | 452  | 483  | 518  | 501  | 558  | 547  |
| Quelle: Cassini und INSEE |      |      |      |      |      |      |      |      |

## Sehenswürdigkeiten
- Kirche Saint-Rémy aus dem 12. Jahrhundert, seit 1978 Monument historique
- Ehemaliges Herrenhaus

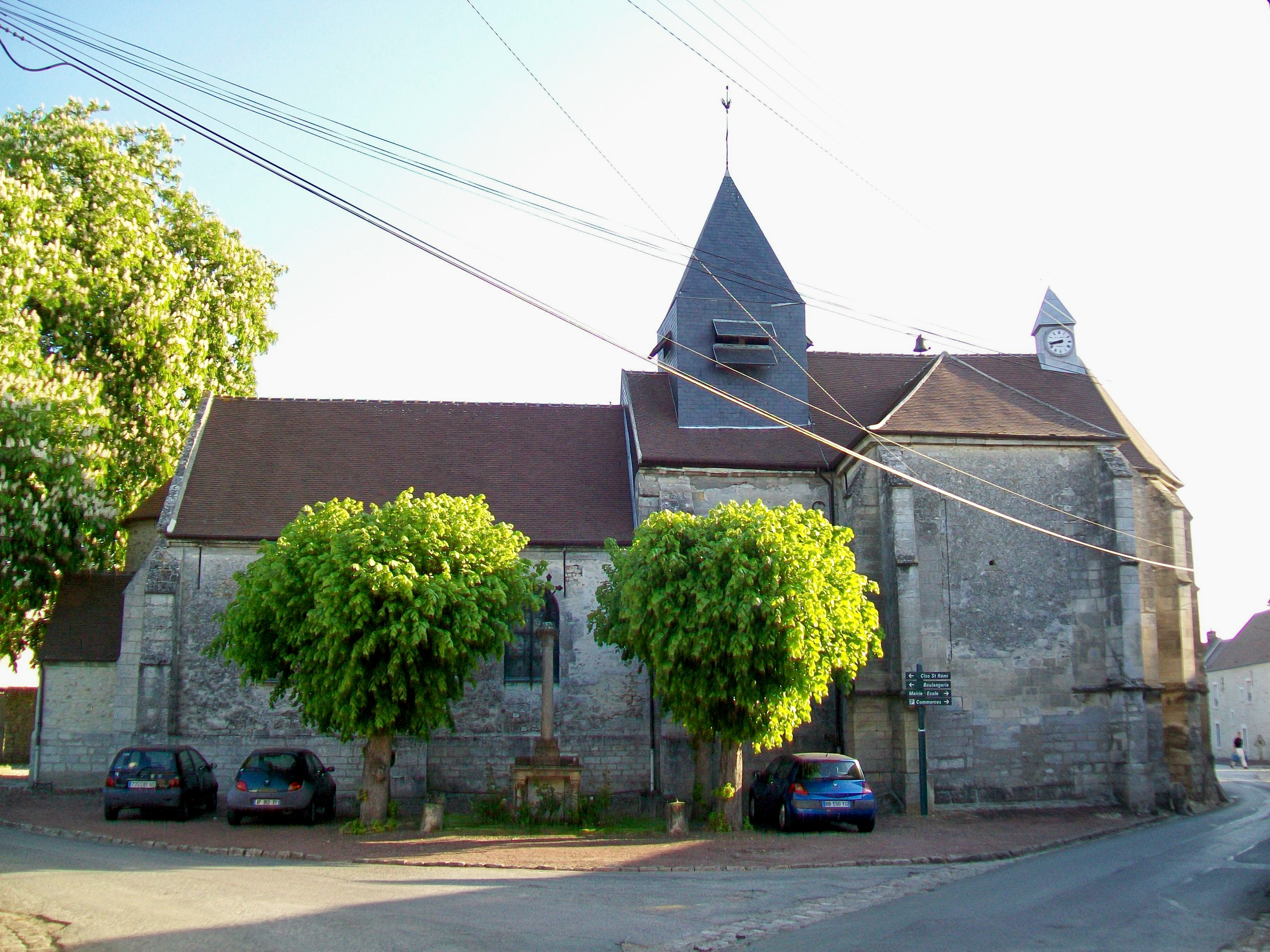
Kirche Saint-Rémy
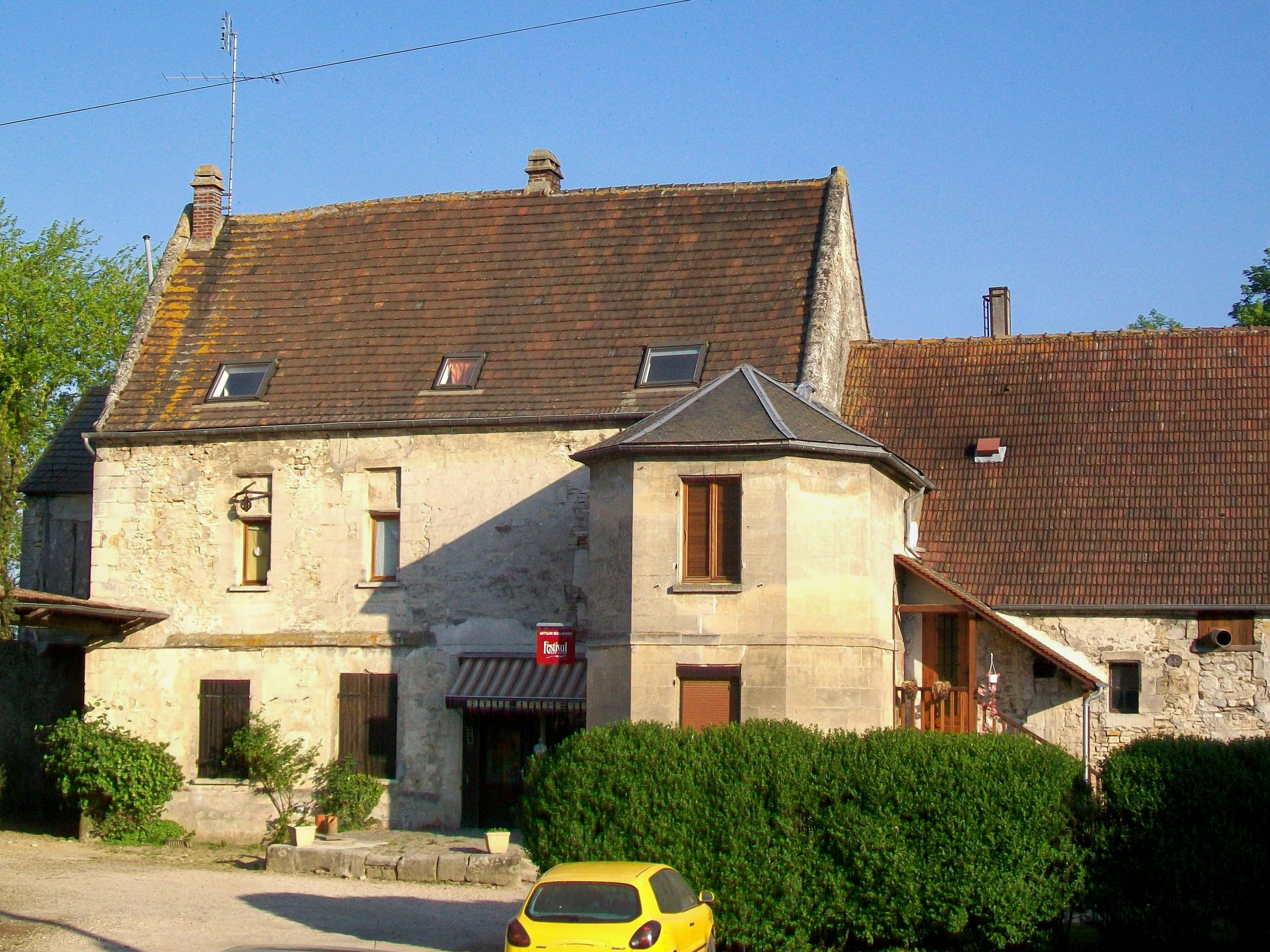
Ehemaliges Herrenhaus

## Persönlichkeiten
- Éloi-Charlemagne Taupin (1767–1814), Divisionsgeneral